# Entella personata
Entella personata är en bönsyrseart som beskrevs av Max Beier 1954. Entella personata ingår i släktet Entella och familjen Mantidae. Inga underarter finns listade i Catalogue of Life.